# Pocałunki (tom poetycki Marii Pawlikowskiej-Jasnorzewskej)
Pocałunki – tom poetycki Marii Pawlikowskiej-Jasnorzewskiej wydany w 1926.
Tom zawiera głównie czterowersowe miniatury liryczne i stanowi jedno z czołowych osiągnięć tego gatunku w literaturze dwudziestolecia międzywojennego. Tematyka utworów to obserwacje codzienności, uczucia miłosne, refleksje. Niektóre fragmenty zbliżają się charakterem do sentencji i skrzydlatych słów, zawierają niespodziewane puenty. Tom ukazał się w Warszawie w księgarni Ferdynanda Hoesicka. Teksty z tomu były wykonywane jako piosenki, m.in. przez Ewę Demarczyk na płycie Ewa Demarczyk śpiewa piosenki Zygmunta Koniecznego.